# MTV Live HD
MTV Live HD – stacja muzyczna w jakości High Definition. Za kanał odpowiedzialny jest zespół MTV Networks Polska. Emisja jest prowadzona z Warszawy. Pierwotnie kanał wystartował 15 września 2008 pod nazwą MTVNHD.
Kanał dostępny jest w Polsce i innych krajach europejskich. W Polsce jest dostępny na platformie Canal+, w Polsacie Box, Multimedia Polska, Telewizji na kartę, Vectrze, Aster i UPC.
Kanał korzysta z zasobów europejskiej wersji MTV i VH1.

## O stacji
MTV Live HD była pierwszą międzynarodową stacją muzyczną nadającą w jakości High Definition. Na tym kanale transmitowane są programy z MTV, a także koncerty, teledyski, filmy dokumentalne oraz programy autorskie.
1 lipca 2011 roku stacja skupiła się głównie na transmitowaniu koncertów.

### Historia
Stacja rozpoczęła swoją działalność od 15 września 2008 roku pod nazwą MTVNHD. Transmitowana była w części Europy. Pod koniec 2008 roku kanał pojawił się w Ameryce Południowej. Do 2010 roku MTV Live HD była transmitowana na całym świecie.
1 lipca 2011 roku stacja zmieniła nazwę z MTVNHD na MTV Live HD (w Wielkiej Brytanii i w Irlandii nazwa nie uległa zmianie). Logo także uległo zmianie. W Australii, gdzie transmitowana była stacja w jakości SD, zmieniono nazwę z MTVN Live na MTV Live.
23 kwietnia 2012 roku w Wielkiej Brytanii i w Irlandii nazwa kanału uległa zmianie z MTVNHD na MTV Live HD.
15 lutego 2016 roku przestano transmitować MTV Live w jakości SD, w miejscu którego uruchomiono kanał MTV Music+1.
W lipcu 2025 roku Paramount Global poinformował o planowanym zakończeniu nadawania kanału pod koniec 2025 roku.

## Dostępność
MTV Live HD jest dostępny w:
- Europie
  - Albanii, Austrii, Belgii, Bułgarii, Chorwacji, Holandii, Czechach, Estonii, Danii, Finlandii, Niemczech, Grecji, Izraelu, Włoszech, Litwie, Łotwie, na Węgrzech, w Norwegii, Polsce, Portugalii, Rumunii, Rosji, Serbii, Słowenii, Hiszpanii, Szwecji, Szwajcarii, Turcji, Ukrainie, Wielkiej Brytanii
- Północnej Ameryce
  - Meksyku
- Południowej Ameryce
  - Argentynie, Chile, Kolumbii, Ekwadorze, Paragwaju, Peru, Urugwaju, Wenezueli
- Azji
  - Indonezji, Malezji, Malediwach, Mongolii, Filipinach, Singapurze, Mainlandzie, Chinach, Tajwanie
- Bliskim Wschodzie i Afryce Północnej
  - Libanie, Syrii, Iranie, Iraku, Izraelu, Jordanii, Kuwejcie, Arabii Saudyjskiej, Zjednoczonych Emiratach Arabskich, Bahrajnie, Katarze, Omanie, Jemenie, Egipcie, Libii, Tunezji, Algierii, Maroku.

## Programy
Programy MTV Live HD:
- MTV Live
- Celebrity Charts
- Hot Right Now
- MTV Asks
- MTV Europe Music Awards
- MTV Unplugged
- MTV World Stage
- MTV The Ride
- MTV Storytellers
- MTV Top 20
- Rock Am Ring

## Wydarzenia
- MTV EMA
- MTV Movie Awards
- MTV Video Music Awards